# ASFiNAG

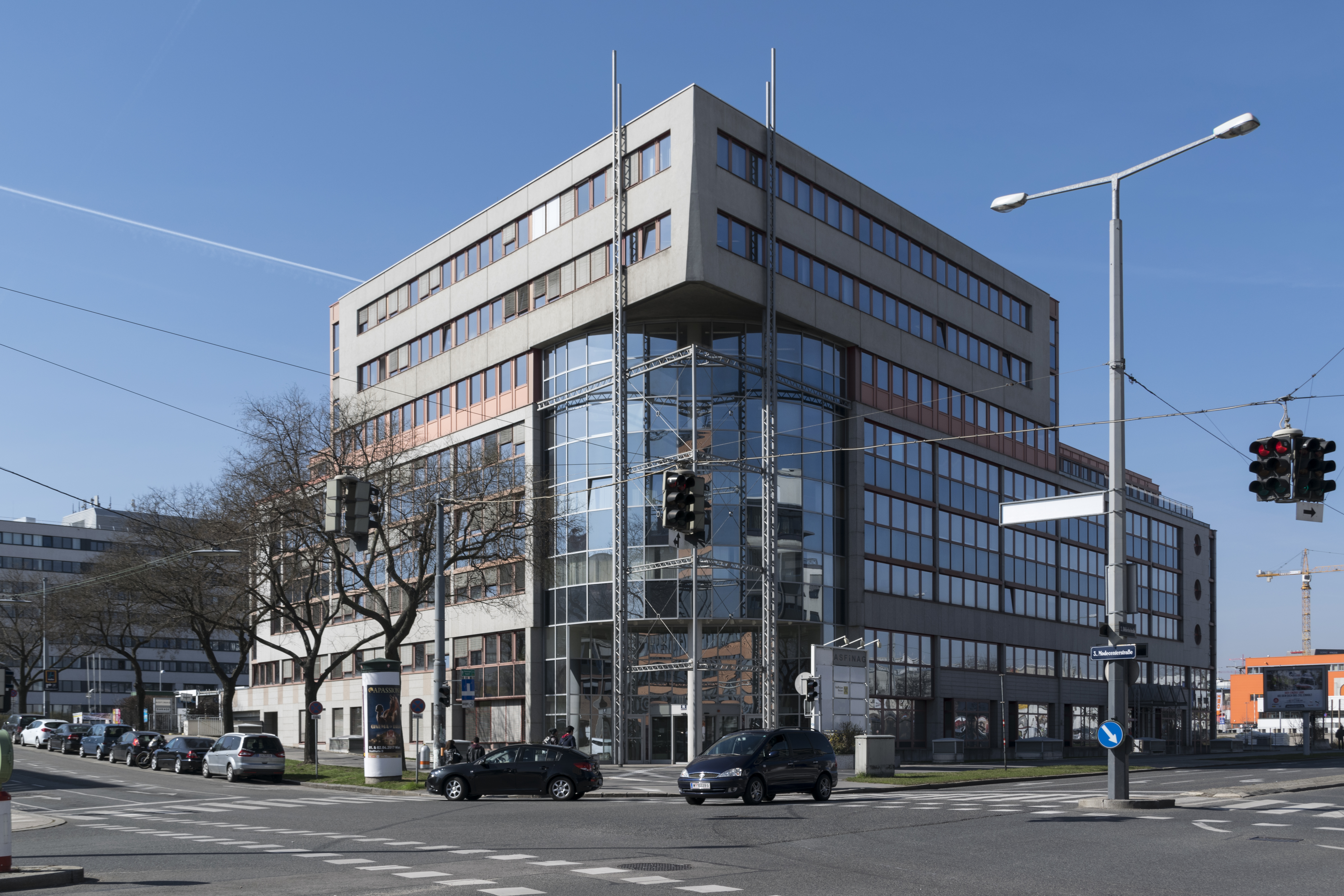
Asfinag Bau Management GmbH Wien, Modecenterstraße 16

De ASFinAG (Autobahnen- und Schnellstraßen Finanzierungs- Aktiengesellschaft) is sinds 1982 de Oostenrijkse beheerder van autosnelwegen en expreswegen. Zij zorgt niet alleen voor het onderhoud van deze wegen, maar is ook verantwoordelijk voor het innen van tolgelden en het controleren op het betalen hiervan.